# La Seule
 (juin 2023).
La Seule (en russe : Одна, Odna) est un film soviétique sorti en 1931. Il a été écrit et réalisé par Leonid Trauberg et Grigori Kozintsev.

## Synopsis
Yelena Kuzmina est une jeune enseignante vivant à Leningrad, qui fait des achats de meubles avec Petya son fiancée. Soudain elle s'imagine enseigner à une classe enitère d’écoliers aussi propres que sages. Lorsque la réalité la rattrape, elle apprend qu'elle doit aller donner des cours dans les montagnes de l’Altaï au fin fond de la Sibérie.

## Fiche technique
- Réalisation : Leonid Trauberg et Grigori Kozintsev
- Directeur de la photographie : Andreï Moskvine
- Musique non originale : Dimitri Chostakovitch
- Son : Leo Arnchtam, Ilia Volk (ru)
- Direction artistique : Evgueni Ienei (ru)

## Distribution
- Elena Kouzmina : Kouzmina, institutrice
- Piotr Sobolevski : fiancé de Kouzmina
- Sergueï Guerassimov : président du conseil du village
- Maria Babanova : femme du président du conseil du village
- Van-Liu-Sian : koulak
- Ianina Jeïmo : jeune institutrice
- Boris Tchirkov : voix au téléphone

## Autour du film
Le film, qui a pour sujet une jeune enseignante envoyée travailler en Sibérie, est un film réaliste qui traite de trois sujets politiques alors en vigueur, l'éducation, la technologie et l'élimination des Koulaks.

## Historique
Le film La Seule a été initialement conçu comme un film muet, mais a été doté d'une bande son comprenant des effets sonores, un certain dialogue enregistré après le tournage et une partition orchestrale par Dmitri Chostakovitch.